# Maria Cristina Menares
Maria Cristina Menares (La Serena, 1914-2012) é uma poeta e música chilena. Se relacionou com a cultura musical de diversos países e foi vencedora de vários prêmios literários. Trabalhou como Agregada Cultural do governo do Chile em diversos países.
Em 1977, obteve o primeiro prêmio no Concurso de Contos Infantis para Adultos da Secretaria Geral do Governo. Já em 1981, o Círculo Literário de La Serena lhe outorgou o prêmio regional de literatura Carlos Mondaca Cortês. Sua obra recebeu boas críticas e sua pureza e delicadeza enriqueceu a literatura chilena. 
Sua poesia simples e musical reflete o amor e os processos do mundo interior. Ocasionalmente, também escreve contos, como "Aminta y su reino de cristal". Em 1935, com "Pluma del nidal lejano", e em 1941, com "La estrella en el agua", manifestou seu temperamento de poetisa delicada e possuidora da graça que a caracteriza. Quando em 1942, publicou "Raíz eterna", apresentou notável unidade de estilo e de conceito. 
Em respeito à sua poesia, o autor Carlos Órdenes Pincheira, fez notar: "Com seu acento característico, isto é, na boa poesia, a autora possui a capacidade de interpretar o homem bêbado, açoitado por uma vida injusta que o marginalizou da graça de ter um caminho em que não falte o pão, a música, o calor e o canto..."'

## Obras
- Pluma del nidal lejano (1935)
- La estrella en el agua (1941)
- Raíz eterna (1942)
- Lunita nueva (1952)
- La rosa libre (1958)
- Cuentos de patria o muerte (1978)